# Felipe Fernández
Felipe Fernández, detto Yuco (San Miguel de Tucumán, 9 luglio 1933 – 13 gennaio 2012), è stato un cestista argentino.

## Carriera
Con l'Argentina ha disputato i Campionati mondiali del 1959.